# Aepyornis
Aepyornis je vyhynulý rod velkých ptáků z čeledi  epyornisovití (Aepyornithidae), řazený do skupiny běžců, tedy například po bok pštrosů. V angličtině je označován jako Elephant Bird („sloní pták“), v češtině někdy jako pštros. Vyhynul po kolonizaci ostrova Madagaskar lidmi přibližně před 2000 lety. Podle jiných údajů však žil ještě někdy kolem roku 1000–1200 n. l.

## Popis
Aepyornis byl obří nelétavý pták a žil na Madagaskaru. Vážil asi 350 až 500 kg a kladl největší známá ptačí vejce v historii (větší než většina dinosauřích vajec). výjimkou jsou však obří vejce oviraptorosaurů, z nichž některá měří až kolem 61 cm na délku. Největším rodem épyornitida byl zřejmě druh Vorombe titan, dorůstající hmotnosti až 650 kilogramů. Výzkumy mozkovny dokazují, že tito obří ptáci měli poměrně slabý zrak a žili zřejmě převážně nokturnálně (byli aktivní pouze v noci).

## Interakce s člověkem
Objevy člověkem modifikovaných kostí velkých ptáků včetně Aepyornis z vrstev o stáří kolem 10 500 let ukazují, že obyvatelé Madagaskaru lovili tyto ptáky již před více než 10 tisíci lety.
Podle odborné práce publikované roku 2022 vyhynuli obří ptáci a lemuři na Madagaskaru přibližně před 1000 lety (tedy v průběhu 11. století n. l.), když se spojily dvě velké vlny příchozích lidských kmenů. Lovecký tlak ze strany člověka v kombinaci s přírodními faktory (vysoušení ekosystémů, nástup horkého a suchého klimatu, apod.) pak vedlo k relativně rychlému vyhubení velké části tehdejší madagaskarské megafauny.